# Zebra

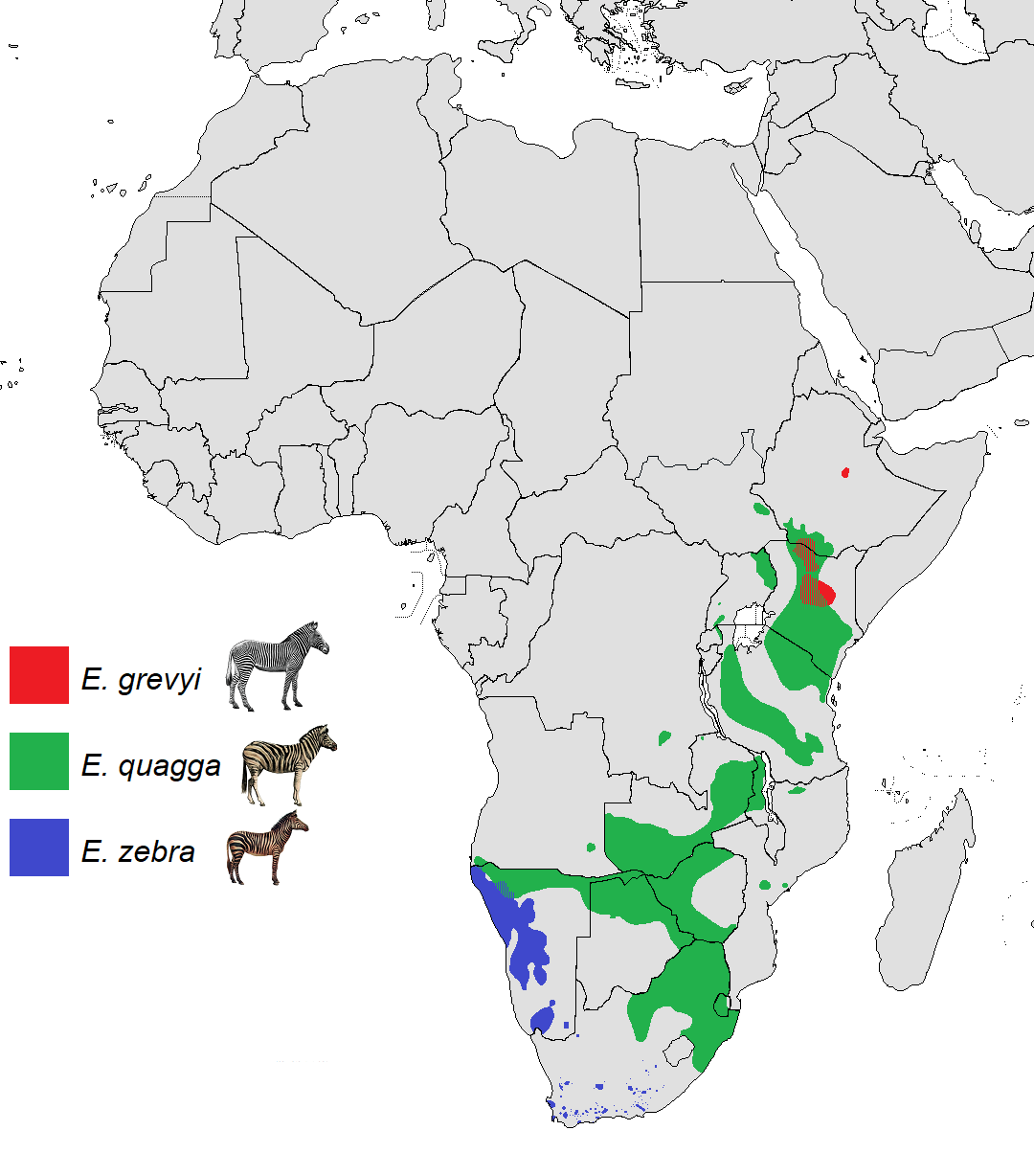
A zebrafajok elterjedése

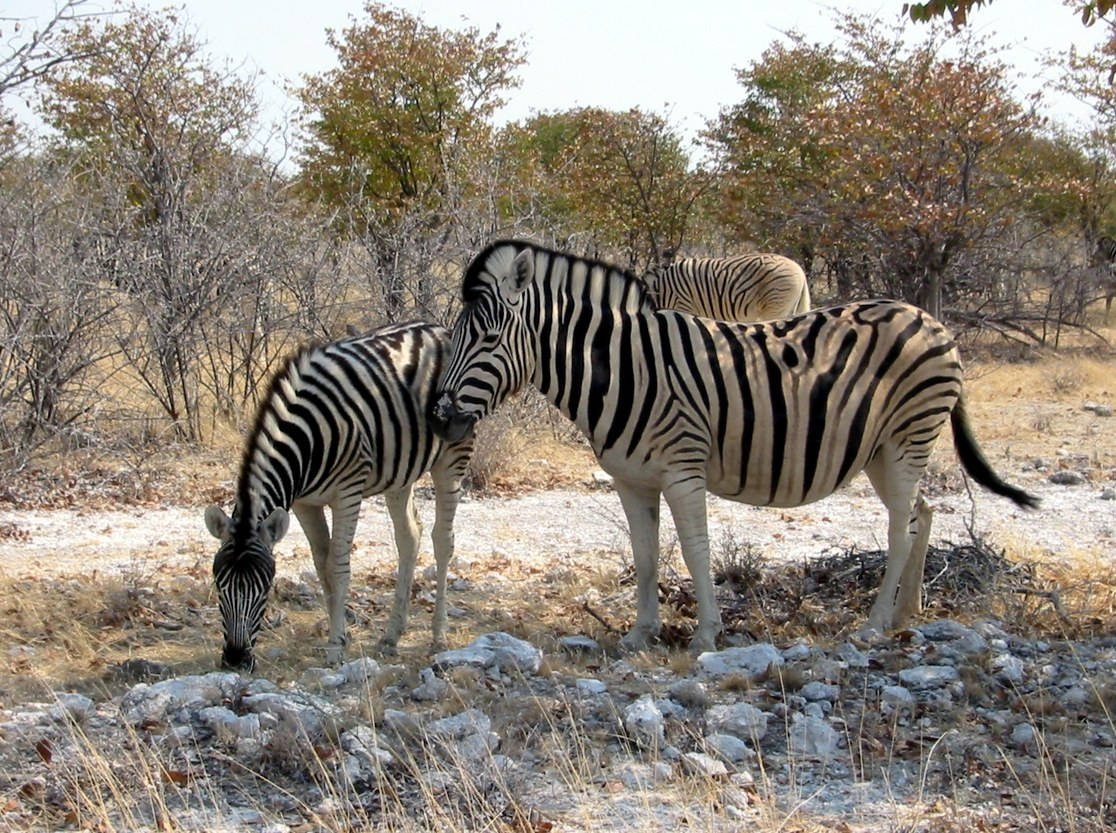
Alföldi zebrák az Etosha Nemzeti Parkban

A zebrák (Hippotigris) a lófélék családjába (Equidae) tartozó emlősök, amelyek Közép- és Dél-Afrikában őshonosak. Legjellegzetesebb ismertetőjegyük a fekete-fehér csíkos mintázat.

## Csíkok
A zebra fekete alapon fehér csíkos. Ezt onnan lehet tudni, hogy az állat bokájánál, orrán, sörényén és farkán fekete az alapszín. Ezek a fejen, a nyakon és a törzsön függőlegesek, míg az állat farán és lábain vízszintesek. A kijelölt gyalogos-átkelőhelyeket a fekete-fehér csíkozás miatt nevezik zebrának.
A zoológusok szerint a csíkok az álcázást szolgálják. Ez többféleképpen is elképzelhető. A csíkok segíthetnek a zebrának elrejtőzni a fűben. Elsőre ez nem hangzik hihetőnek, hiszen a fű nem fekete-fehér, de mégis van értelme, hiszen a zebra elsődleges ragadozója, az oroszlán színvak. Egy magas fűben álló, mozdulatlan zebra gyakorlatilag észrevehetetlen egy oroszlán számára. Viszont a zebrák többnyire ménesekben járnak, és ritkán magányosak, az álcázás másik módja a ragadozó összezavarása: néhány szorosan egymás mellett álló vagy mozgó zebra az oroszlán szemében egyetlen, jókora állatnak tűnik, így nehezebben tud kiszemelni magának egyetlen áldozatot.
A csíkok emellett a társas viselkedésben is szerepet játszhatnak, a mintázatban található apró eltérések az egyedek elkülönítését szolgálják.
Egy újabb, kísérletekkel igazolt elképzelés szerint a megtévesztő mintázat a vérszívó cecelégy és a bögöly látását is megzavarja. További elméletek szerint a csíkok a zebrák bőrében található zsír mintázatával függnek össze, az állat hőszabályozásában játszanak szerepet, vagy a csíkozás sérülések miatt létrejövő szabálytalanságai segítenek a potenciális párzótársaknak felmérni az állat rátermettségét.

## Fajok

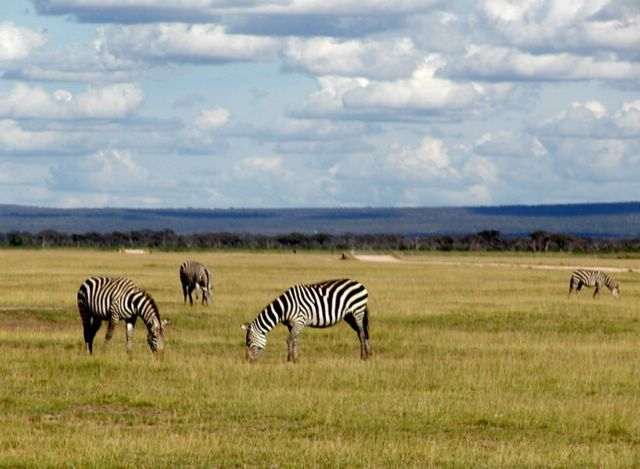
Hegyi zebrák (Kenya)

Három faj és számos zebra alfaj létezik. A zebrapopulációk nagymértékben különböznek egymástól, és az alfajok besorolása közötti kapcsolatok jól ismertek.
Az alföldi zebra (Equus quagga, hivatalosan Equus burchelli) a legelterjedtebb. Tizenkét alfaja él Dél- és Kelet-Afrikában. Ennek alfajai a közönséges zebra, a dauw, a Burchell-zebra (Equus quagga burchelli) és a kihalt kvagga (Equus quagga quagga) is.
Délnyugat-Afrikában él a hegyi zebra (Equus zebra). Bőre fényes, hastájéka fehér és csíkjai keskenyebbek, mint az alföldi zebráé. Két alfaja van; veszélyeztetett.
A Grévy-zebra (Equus grevyi) a legnagyobb testméretű egyedekből álló zebra faj. Egyenes sörénye és hosszú, keskeny feje öszvérszerűvé teszi megjelenését. Etiópia, Szomália és Észak-Kenya félszáraz füves vidékén él. Egyike napjaink legritkább zebrafajainak; veszélyeztetett.
Bár a zebrafajok előfordulási területei fedik egymást, nem kereszteződnek.  Ez még akkor is igaz volt, amikor az alföldi zebra kvagga és a burchelli alfajai ugyanazon a területen osztoztak. Dorcas McClintock „A Natural History Of Zebras” című művében írta, hogy a Grévy-zebrának 46 kromoszómája van; az alföldi zebrának 44, a hegyi zebrának 32. Fogságban az alföldi zebrák kereszteződnek a hegyi zebrákkal. A hibrid csikóknak nincs lebernyegük és felismerhetőek rajtuk az alföldi zebrák jellegzetesen nagyobb fülei és hátsó felük mintázata. A Grévy-zebra mén és a hegyi zebra kanca keresztezése általában elvetéléssel végződik.

## A zebrák rendszertana
Nem: Equus
Alnem: Hippotigris
- Alföldi zebra, Equus quagga
  - Kvagga, Equus quagga quagga (kihalt)
  - Burchell-zebra, Equus quagga burchellii
  - Grant-zebra, Equus quagga boehmi (más néven Böhm-zebra)
  - Selous-zebra, Equus quagga selousi
  - Szudán zebra, Equus quagga borensis
  - Chapman-zebra, Equus quagga chapmani
  - Crawshay-zebra, Equus quagga crawshayi
- Hegyi zebra, Equus zebra
  - Hegyi zebra, Equus zebra zebra
  - Hartmann-hegyizebra, Equus zebra hartmannae

Alnem: Dolichohippus
- Grévy-zebra, Equus grevyi

Az Equus nembe tartozó további fajokkal kapcsolatban lásd: Lófélék.

## Használata

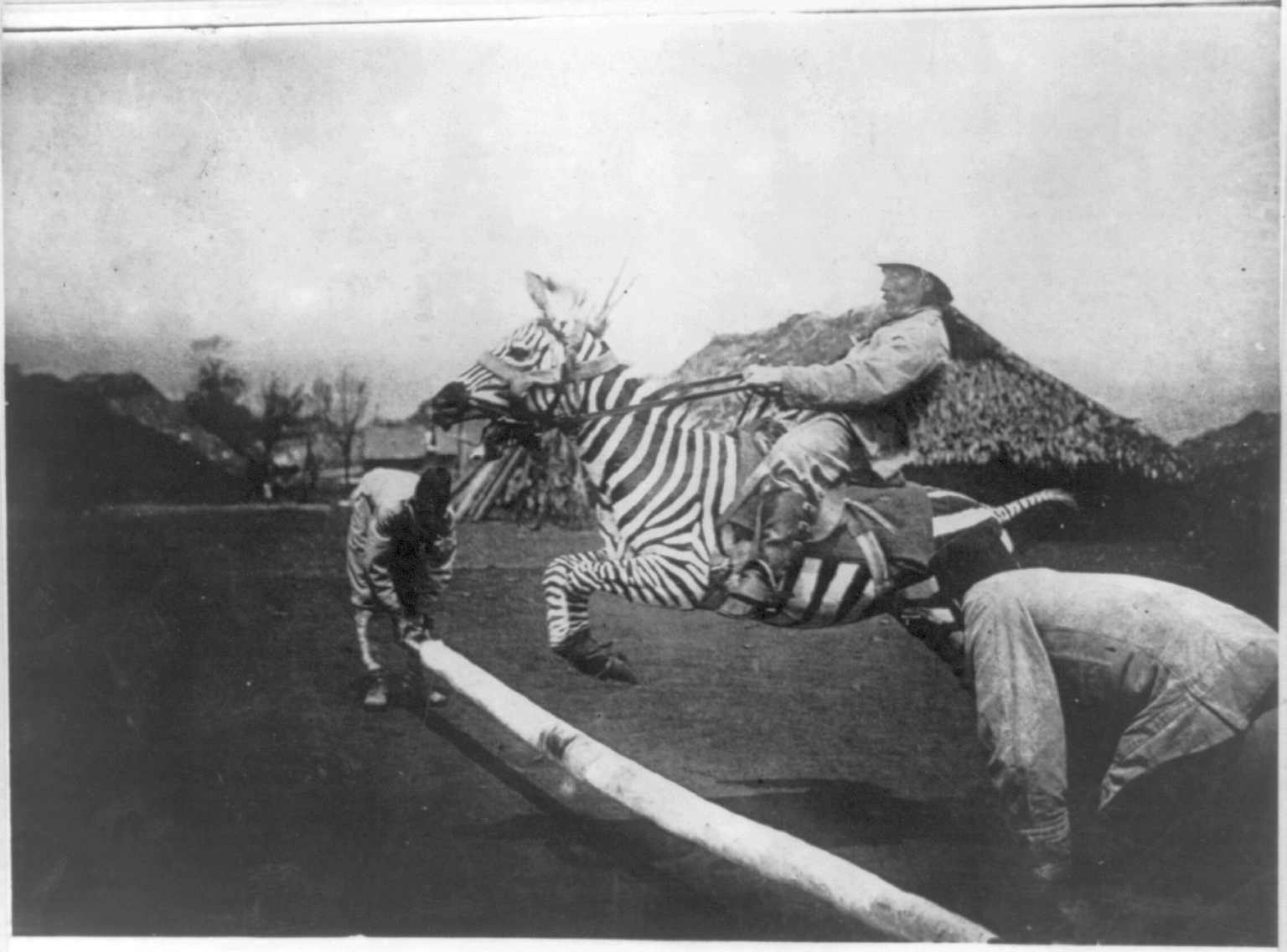
Egy szelídített zebra és lovasa Kelet-Afrikából

Kísérletek történtek a zebrák kiképzésére mind lovaglási célra, mind igás állatként való használatra, egyrészt ennek újdonságértéke miatt, másrészt azért, mert a zebrák ellenállóbbak a lovaknál az afrikai betegségekkel szemben. Ámbár mindkét célra könnyen betaníthatók voltak, túl érzékenyek, és a zebraöszvérek vagy zebroidok (keresztezések valamelyik zebrafajta és a ló vagy szamár között) előnyösebbnek bizonyultak a tiszta vérű zebráknál.
Angliában Lord Rothschild gyakran használt zebrákat kocsihúzásra. 1907-ben Rosendo Ribeiro, a  kenyai Nairobi első orvosa használt zebrát lovaglási célra, azzal látogatta a betegeket. Horace Hayes kapitány, a „Ló testtájai” („Points of the Horse”, 1899 körül) című művében összehasonlította a különböző zebrafajták használatát.
Hayes kevesebb mint egy óra alatt felnyergelt és felkantározott egy hegyi zebrát (Mountain Zebra), de képtelen volt „szájat csinálni” neki a két nap alatt, amíg az a tulajdonában volt. Feljegyezte, hogy a zebra nyaka olyan merev és erős volt, hogy képtelen volt bármilyen irányban hajlítani. Bár meg tudta tanítani neki, hogy a manézsban megtegye, amit akart, mikor kivitte a szabadba, képtelen volt irányítása alatt tartani. Hayes úgy találta, hogy a Burchell-zebrát könnyű betanítani, és ideálisnak tekintette a háziasításra, mert immunis a cecelégy csípésére. A kvaggát háziasításra nagyon megfelelőnek találta, mert erősebb, kezelhetőbb és jobban hasonlít a lóhoz a többi zebránál.